# فرودگاه تورزبی
فرودگاه تورزبی (به انگلیسی: Torsby Airport) یک فرودگاه همگانی با کد یاتا TYF است که یک باند فرود آسفالت دارد و طول باند آن ۱۵۳۰ متر است. این فرودگاه در کشور سوئد قرار دارد و در ارتفاع ۱۲۰ متری از سطح دریا واقع شده‌است.

## شرکت‌های هواپیمایی و مقصدهای پروازی
| شرکت‌های هواپیمایی                  | مقصدهای پروازی        |
| ---------------------------------- | --------------------- |
| دایرکتفلایگ اجرا توسط AIS Airlines | استکهلم-آرلاندا (PSO) |